# Swiss-Flug 1885
Swiss-Flug 1885 (Flugnummer IATA: LX1885, ICAO: SWR2SE) war ein Linienflug von Swiss auf dem Weg vom Flughafen Bukarest Henri Coandă zum Flughafen Zürich. Am 23. Dezember 2024 musste der Airbus A220-300 nach einem Triebwerksversagen und Auftreten von Rauch in der Kabine am Flughafen Graz notgelandet werden. Elf Personen wurden ärztlich behandelt, ein Flugbegleiter starb nach sieben Tagen im Krankenhaus.

## Flugzeug
Betroffen war ein Airbus A220-300 mit dem Luftfahrzeugkennzeichen HB-JCD und der Werknummer 55013 der Schweizer Fluggesellschaft Swiss International Air Lines. Das zweistrahlige Verkehrsflugzeug, welches mit zwei Pratt & Whitney PW-1524G-3 ausgestattet ist, wurde im November 2017 vom Hersteller Bombardier Aerospace überführt und von Swiss in Dienst gestellt.

## Flug
An Bord des Flugzeugs waren 74 Passagiere und fünf Besatzungsmitglieder. Die Maschine startete am 23. Dezember 2024 um 16:27 Uhr (alle Angaben in Ortszeit (UTC+1)) mit 42 Minuten Verspätung vom Flughafen Bukarest Henri Coandă mit Ziel Flughafen Zürich. Kurz nach dem Einflug in den österreichischen Luftraum gab es ab 17:32 Uhr EICAS-Warnungen zu einer Fehlfunktion am linken Triebwerk, die von einem lauten Knall begleitet wurden. In den folgenden fünf Minuten breitete sich Rauch in der Kabine aus, die Cockpit-Besatzung erklärte eine Luftnotlage und schaltete das linke Triebwerk ab. Die Besatzung verwendete entsprechend dem Notfallprozedere Sauerstoffmasken. Die Maschine wurde um 17:53 Uhr (UTC+1) auf dem Flughafen Graz notgelandet und auf dem Rollfeld über Notrutschen evakuiert. Zehn Passagiere und zwei Besatzungsmitglieder mussten ärztlich behandelt werden. Einer der Flugbegleiter verlor während des Fluges das Bewusstsein und wurde unter laufender Reanimation in ein Grazer Krankenhaus geflogen, wo er am 30. Dezember 2024 verstarb.
Das Flugzeug wurde nach Austausch des betroffenen Triebwerks und der Textilien im Innenraum nach 28 Tagen wieder im regulären Betrieb eingesetzt.

## Ermittlungen
Der Vorfall fällt in den Zuständigkeitsbereich der österreichischen Sicherheitsuntersuchungsstelle des Bundes (SUB). Die Staatsanwaltschaft Graz leitete Ermittlungen wegen möglicher fahrlässiger Körperverletzung und fahrlässiger Tötung ein.
Das linke Triebwerk wurde nach dem Vorfall vom Flugzeug abgehängt, zuerst am Flughafen Graz inspiziert und zur weitergehenden Untersuchung durch den Hersteller Pratt & Whitney in die USA verschickt. Erste Befunde waren Schäden am Getriebe und an zwei Lagern. Bereits vor dem Unfall war es mit Triebwerken an A220 zu Problemen gekommen, unter anderem mit den Triebwerksschaufeln und Ölleckagen. Erste Analysen wiesen laut Swiss auf ein „bisher unbekanntes Fehlerbild“ hin. Hersteller und Behörden gingen nicht von einem sicherheitsrelevanten Problem aus.
Ebenso wird ein Zusammenhang mit der Atemschutzausrüstung der Besatzung geprüft. Für das Kabinenpersonal stehen bei Rauch in der Kabine Schutzhauben (englisch Protective Breathing Equipment, PBE) zur Verfügung, die durch eine chemische Reaktion Sauerstoff produzieren, sodass sie sich frei in der Kabine bewegen können. Swiss hatte im Oktober 2023 angekündigt, ihre PBEs auszutauschen, da manche der bisherigen Modelle Mängel aufwiesen. Der Austausch sollte bis Anfang 2025 dauern, dabei wurden zuerst Langstreckenmaschinen umgerüstet, sodass in den A220 weiterhin Modelle des alten Typs mitgeführt wurden. Als Reaktion schulte Swiss sein Kabinenpersonal und kündigte eine beschleunigte Umrüstung der A220-Flotte an.
Die SUB prüft ebenfalls, warum der jeweils rechte vordere und hintere Notausgang nicht für die Evakuierung genutzt wurde.